# 濱野一三
濱野一三（日语：／ Hamano Kazuzō，1月17日—），日本男性動畫音響監督。出身於愛知縣。現為自由身。曾隸屬於Combination。B型血。

## 參加作品
除非另有說明，所有作品均以音響監督的身份參與。

### 電視動畫
2004年
- 吟遊默示錄（音響演出）

2005年
- 極速方程式（音響演出）
- 涼風（音響演出）

2006年
- Happiness！
- 守護！蘿莉波普（日语：まもって!ロリポップ）

2007年
- 家庭教師HITMAN REBORN！[注 1][1]
- 青空下的約定 ～歡迎來到鶇寮～
- Myself ; Yourself

2008年
- 戀姬†無雙

2009年
- 料理偶像
- 真·戀姬†無雙

2010年
- 真·戀姬†無雙 ～少女大亂～

2011年
- 架向星空之橋

2014年
- 未確認進行式

2018年
- 軒轅劍·蒼之曜

2019年
- 直播動畫 麟犀AI韻律♪（日语：生放送アニメ 直感×アルゴリズム♪）
- 放學後桌遊俱樂部（混音後製演出）

2022年
- CUE！

2024年
- 王者天下 (第5系列)

### 朗讀劇
- 朗讀劇（2016年，演出）

## 腳註

## 外部連結
- 濱野一三的X（前Twitter） （日語）